# Riksråd
Le Riksråd, Rigsråd ou encore Rigsraad (\ʁiɡz.ʁɑd\) est le nom donné aux conseils qui gouvernaient la Norvège, la Suède et le Danemark en parallèle de leurs rois respectifs. Le Riksråd de Norvège est aboli par le roi du Danemark et de Norvège en 1536 alors qu'il perdure au Danemark jusqu'en 1660 ; en Suède, le conseil ne perd de son influence qu'au XVIIe siècle.